# Vòng loại UEFA Champions League 1998–99
Giải bóng đá UEFA Champions League 1998–99 là mùa giải lần thứ 44 của giải UEFA Champions League, là giải đấu của các câu lạc bộ hàng đầu ở châu Âu và là mùa giải thứ bảy sau khi đổi tên từ "European Cup" thành "UEFA Champions League". Đội vô địch là Manchester United sau khi đánh bại Bayern München với tỷ số 2–1 trong trận chung kết. Manchester United chỉ cần hai phút cuối cùng của ba phút bù giờ để đánh bại Bayern München bằng hai bàn thắng của bộ đôi tiền đạo Teddy Sheringham và Ole Gunnar Solskjær. Manchester United là câu lạc bộ bóng đá Anh đầu tiên giành chiến thắng giải đấu bóng đá câu lạc bộ hàng đầu của châu Âu kể từ năm 1984 và cũng là câu lạc bộ bóng đá Anh đầu tiên tiến tới trận chung kết Champions League kể từ khi Thảm họa Heysel và sau đó bị lệnh cấm các câu lạc bộ bóng đá Anh tham dự tất cả các giải đấu do UEFA giữa những năm 1985 và 1990.
Manchester United đã hoàn thành cú ăn ba vĩ đại trong lịch sử của câu lạc bộ, trở thành câu lạc bộ bóng đá thứ tư ở châu Âu làm được như vậy khi giành UEFA Champions League 1998–99, Cúp FA 1998–99  và Giải bóng đá Ngoại hạng Anh 1998-99. Quỷ đỏ thành Manchester giành được danh hiệu mà không để thua một trận duy nhất, mặc dù đã thi đấu cùng bảng với Bayern München, Barcelona và Brøndby cộng với hai câu lạc bộ hàng đầu nước Ý được đánh giá cao ở giai đoạn knock-out. Tuy nhiên, United đã trở thành nhà vô địch chỉ với năm trận thắng trong tổng số các trận, số trận thắng thấp nhất ghi nhận của một nhà vô địch trong kỷ nguyên Champions League đến nay, mặc dù cuộc thi hiện nay có thêm một vòng 16 đội với hai trận đấu ở giai đoạn knock-out.
Real Madrid là đương kim vô địch nhưng đã bị loại bởi Dynamo Kiev ở vòng tứ kết.

## Vòng loại đầu tiên
| Đội 1            | TTS  | Đội 2                 | Lượt đi | Lượt về |
| ---------------- | ---- | --------------------- | ------- | ------- |
| Sileks           | 1–2  | Club Brugge           | 0–0     | 1–2     |
| ŁKS Łódź         | 7–2  | Kapaz                 | 4–1     | 3–1     |
| Litex Lovech     | 3–2  | Halmstad              | 2–0     | 1–2     |
| Grasshopper      | 8–0  | Jeunesse Esch         | 6–0     | 2–0     |
| Celtic           | 2–0  | St Patrick's Athletic | 0–0     | 2–0     |
| Kareda Šiauliai  | 0–4  | Maribor               | 0–3     | 0–1     |
| Dynamo Kiev      | 10–1 | Barry Town            | 8–0     | 2–1     |
| Cliftonville     | 1–13 | Košice                | 1–5     | 0–8     |
| Skonto           | 2–1  | Dinamo Minsk          | 0–0     | 2–1     |
| Valletta         | 0–8  | Anorthosis            | 0–2     | 0–6     |
| Beitar Jerusalem | 5–1  | B36 Tórshavn          | 4–1     | 1–0     |
| Dinamo Tbilisi   | 4–3  | Vllaznia Shkodër      | 3–01    | 1–3     |
| HJK              | 5–0  | FC Yerevan            | 2–0     | 3–0     |
| FK Obilić        | 4–1  | ÍBV                   | 2–0     | 2–1     |
| Zimbru Chișinău  | 2–3  | Újpest                | 1–0     | 1–3     |
| Steaua București | 5–4  | FC Flora              | 4–1     | 1–3     |

1. ^   Trận đấu bị hủy bỏ

### Lượt đi
| Dinamo Tbilisi | 3–0      | Vllaznia Shkodër |
| -------------- | -------- | ---------------- |
| Khomeriki 52'  | Chi tiết |                  |

Trận đấu kết thúc 1–0 sau thời gian chính thức, nhưng sau đó xử phạt 3–0.
| FK Obilić                | 2–0      | ÍBV |
| ------------------------ | -------- | --- |
| Juškić 17' · Grozdić 64' | Chi tiết |     |

| Kareda Šiauliai | 0–3      | Maribor                         |
| --------------- | -------- | ------------------------------- |
|                 | Chi tiết | Gajser 42', 87' · Filipović 70' |

| Zimbru Chișinău   | 1–0      | Újpest |
| ----------------- | -------- | ------ |
| Kulyk 11' (ph.đ.) | Chi tiết |        |

| Sileks | 0–0      | Club Brugge |
| ------ | -------- | ----------- |
|        | Chi tiết |             |

| Beitar Jerusalem                 | 4–1      | B36          |
| -------------------------------- | -------- | ------------ |
| Shitrit 2' · Sallói 9', 45', 78' | Chi tiết | Petersen 73' |

| HJK                 | 2–0      | Yerevan |
| ------------------- | -------- | ------- |
| Wiss 50' · Kuqi 85' | Chi tiết |         |

| ŁKS Łódź                                         | 4–1      | Kapaz          |
| ------------------------------------------------ | -------- | -------------- |
| Cebula 12' · Trzeciak 50', 76' · Wieszczycki 72' | Chi tiết | Süleymanov 82' |

| Skonto | 0–0      | Dinamo Minsk |
| ------ | -------- | ------------ |
|        | Chi tiết |              |

| Dynamo Kiev                                                                       | 8–0      | Barry Town |
| --------------------------------------------------------------------------------- | -------- | ---------- |
| Rebrov 9', 16', 37', 81' · Shevchenko 32', 58' · Gerasimenko 48' · Byalkevich 65' | Chi tiết |            |

| Grasshopper                                                                        | 6–0      | Jeunesse Esch |
| ---------------------------------------------------------------------------------- | -------- | ------------- |
| Nkufo 6', 51' · Kavelashvili 28' · Cabanas 41' · Tikva 65' (ph.đ.) · Tararache 90' | Chi tiết |               |

| Steaua București                                | 4–1      | Flora Tallinn |
| ----------------------------------------------- | -------- | ------------- |
| Ciocoiu 12', 38' · Șerban 78' · Dănciulescu 90' | Chi tiết | Terehhov 41'  |

| Valletta | 0–2      | Anorthosis           |
| -------- | -------- | -------------------- |
|          | Chi tiết | Elia 49' · Okkas 78' |

| Litex Lovech           | 2–0      | Halmstad |
| ---------------------- | -------- | -------- |
| Bushi 9' · Yurukov 90' | Chi tiết |          |

| Cliftonville | 1–5      | Košice                                                       |
| ------------ | -------- | ------------------------------------------------------------ |
| Flynn 45'    | Chi tiết | Zvara 22', 29' · Németh 36' · Lyubarskyi 65' · Prohászka 76' |

| Celtic | 0–0      | St Patrick's Athletic |
| ------ | -------- | --------------------- |
|        | Chi tiết |                       |

### Lượt về
| B36 | 0–1      | Beitar Jerusalem |
| --- | -------- | ---------------- |
|     | Chi tiết | Hamar 68'        |

Beitar Jerusalem chiến thắng 5–1 chung cuộc.
| Kapaz       | 1–3      | ŁKS Łódź                            |
| ----------- | -------- | ----------------------------------- |
| Smirnov 55' | Chi tiết | Trzeciak 45', 49' · Wieszczycki 82' |

ŁKS Łódź chiến thắng 7–2 chung cuộc.
| Yerevan | 0–3      | HJK                           |
| ------- | -------- | ----------------------------- |
|         | Chi tiết | Lehkosuo 1', 79' · Jäväjä 28' |

HJK chiến thắng 5–0 chung cuộc.
| Flora Tallinn                         | 3–1      | Steaua București |
| ------------------------------------- | -------- | ---------------- |
| Smirnov 41' · Zelinski 46' · Oper 80' | Chi tiết | Dănciulescu 70'  |

Steaua București chiến thắng 5–4 chung cuộc.
| Vllaznia Shkodër                          | 3–1      | Dinamo Tbilisi |
| ----------------------------------------- | -------- | -------------- |
| Cungu 14' · Miloti 86' · Noga 90' (ph.đ.) | Chi tiết | Ashvetia 88'   |

Dinamo Tbilisi chiến thắng 4–3 chung cuộc
| Dinamo Minsk   | 1–2      | Skonto                       |
| -------------- | -------- | ---------------------------- |
| Osipovitch 25' | Chi tiết | Astafjevs 44' · Novikovs 72' |

Skonto chiến thắng 2–1 chung cuộc.
| Maribor     | 1–0      | Kareda Šiauliai |
| ----------- | -------- | --------------- |
| Balajić 77' | Chi tiết |                 |

Maribor chiến thắng 4–0 chung cuộc.
| Košice                                                                                      | 8–0      | Cliftonville |
| ------------------------------------------------------------------------------------------- | -------- | ------------ |
| Kozák 4' · Janočko 15', 54' · Németh 32' · Prohászka 58', 73' · Lyubarskyi 67' · Kožlej 83' | Chi tiết |              |

Košice chiến thắng 13–1 chung cuộc.
| ÍBV            | 1–2      | FK Obilić                    |
| -------------- | -------- | ---------------------------- |
| Hafliðason 21' | Chi tiết | Vasiljević 61' · Grozdić 89' |

FK Obilić chiến thắng 4–1 chung cuộc.
| Halmstad                   | 2–1      | Litex Lovech |
| -------------------------- | -------- | ------------ |
| Šakiri 38' · Arvidsson 42' | Chi tiết | Yurukov 78'  |

Litex Lovech chiến thắng 3–2 chung cuộc.
| Anorthosis                                                                         | 6–0      | Valletta |
| ---------------------------------------------------------------------------------- | -------- | -------- |
| Ćirić 16' · Charalambous 18' · Andreou 45' (ph.đ.) · Sotiriou 52', 90' · Okkas 71' | Chi tiết |          |

Anorthosis chiến thắng 8–0 chung cuộc.
| Újpest                        | 3–1      | Zimbru Chișinău |
| ----------------------------- | -------- | --------------- |
| Miriuță 18' · Kovács 72', 89' | Chi tiết | Kulyk 28'       |

Újpest chiến thắng 3–2 chung cuộc.
| Jeunesse Esch | 0–2      | Grasshopper                   |
| ------------- | -------- | ----------------------------- |
|               | Chi tiết | Esposito 36' · Türkyilmaz 44' |

Grasshopper chiến thắng 8–0 chung cuộc.
| Barry Town   | 1–2      | Dynamo Kiev                       |
| ------------ | -------- | --------------------------------- |
| Williams 30' | Chi tiết | Mykhaylenko 10' · Venhlynskyi 49' |

Dynamo Kiev chiến thắng 10–1 chung cuộc.
| Club Brugge                | 2–1      | Sileks      |
| -------------------------- | -------- | ----------- |
| Vermant 3' · Claessens 30' | Chi tiết | Božinov 76' |

Club Brugge chiến thắng 2–1 chung cuộc.
| St Patrick's Athletic | 0–2      | Celtic                      |
| --------------------- | -------- | --------------------------- |
|                       | Chi tiết | Brattbakk 12' · Larsson 71' |

Celtic chiến thắng 2–0 chung cuộc.

## Vòng loại thứ hai
16 đội bóng chiến thắng ở vòng loại đầu tiên sẽ gặp 16 đội thi đấu ở vòng loại thứ hai. Đội thất bại ở vòng loại thứ hai sẽ đủ điều kiện cho các vòng đầu tiên của UEFA Cup 1998-1999.
| Đội 1             | TTS     | Đội 2            | Lượt đi | Lượt về    |
| ----------------- | ------- | ---------------- | ------- | ---------- |
| Rosenborg         | 4–4 (a) | Club Brugge      | 2–0     | 2–4        |
| Manchester United | 2–0     | ŁKS Łódź         | 2–0     | 0–0        |
| Litex Lovech      | 2–11    | Spartak Moskva   | 0–51    | 2–6        |
| Galatasaray       | 5–3     | Grasshopper      | 2–1     | 3–2        |
| Celtic            | 1–3     | Croatia Zagreb   | 1–0     | 0–3        |
| Maribor           | 3–5     | PSV Eindhoven    | 2–1     | 1–4 (h.p.) |
| Dynamo Kiev       | 1–1 (p) | Sparta Praha     | 0–1     | 1–0 (h.p.) |
| Košice            | 1–2     | Brøndby          | 0–2     | 1–0        |
| Inter Milan       | 7–1     | Skonto           | 4–02    | 3–1        |
| Olympiakos        | 6–3     | Anorthosis       | 2–1     | 4–23       |
| Benfica           | 8–4     | Beitar Jerusalem | 6–0     | 2–4        |
| Dinamo Tbilisi    | 2–2 (a) | Athletic Bilbao  | 2–1     | 0–1        |
| HJK               | 2–1     | Metz             | 1–0     | 1–1        |
| Bayern München    | 5–1     | FK Obilić        | 4–0     | 1–1        |
| Sturm Graz        | 7–2     | Újpest           | 4–0     | 3–2        |
| Steaua Bucureşti  | 5–8     | Panathinaikos    | 2–2     | 3–6        |

1. ^  Thi đấu tại sân vận động Neftochimik ở Burgas vì sân vận động Lovech của Litex Lovech tại Lovech không đáp ứng các tiêu chuẩn của UEFA.
2. ^  Thi đấu tại Arena Garibaldi ở Pisa vì Inter Milan bị tạm cấm chơi tại San Siro của họ ở Milano.
3. ^  Thi đấu tại sân vận động Tsirion ở Limassol vì sân vận động Antonis Papadopoulos của Anorthosis ở Larnaca không đáp ứng các tiêu chuẩn của UEFA.

### Lượt đi
| Dinamo Tbilisi                   | 2–1      | Athletic Bilbao |
| -------------------------------- | -------- | --------------- |
| Khomeriki 15' · Tskitishvili 30' | Chi tiết | Imaz 46'        |

| Galatasaray                  | 2–1      | Grasshopper       |
| ---------------------------- | -------- | ----------------- |
| Hagi 58' (ph.đ.) · Şükür 66' | Chi tiết | Vogel 85' (ph.đ.) |

| HJK                 | 1–0      | Metz |
| ------------------- | -------- | ---- |
| Strasser 71' (l.n.) | Chi tiết |      |

| Dynamo Kiev | 0–1      | Sparta Praha |
| ----------- | -------- | ------------ |
|             | Chi tiết | Baranek 5'   |

| Košice | 0–2      | Brøndby                     |
| ------ | -------- | --------------------------- |
|        | Chi tiết | Daugaard 54' · Thygesen 85' |

| Steaua Bucureşti         | 2–2      | Panathinaikos                  |
| ------------------------ | -------- | ------------------------------ |
| Șerban 10' · Szekely 76' | Chi tiết | Asanović 6' · Liberopoulos 68' |

| Rosenborg                       | 2–0      | Club Brugge |
| ------------------------------- | -------- | ----------- |
| Rushfeldt 62' · Skammelsrud 82' | Chi tiết |             |

| Litex Lovech | 0–5      | Spartak Moskva                                            |
| ------------ | -------- | --------------------------------------------------------- |
|              | Chi tiết | Pisarev 55', 86' · Leomar 76' · Titov 66' · Tsymbalar 90' |

| Maribor                     | 2–1      | PSV Eindhoven |
| --------------------------- | -------- | ------------- |
| Filipović 12' · Breznik 84' | Chi tiết | Marcos 61'    |

| Olympiakos                       | 2–1      | Anorthosis     |
| -------------------------------- | -------- | -------------- |
| Giannakopoulos 11' · Luciano 32' | Chi tiết | Mihajlović 64' |

| Bayern München                                     | 4–0      | FK Obilić |
| -------------------------------------------------- | -------- | --------- |
| Effenberg 59' · Élber 63' · Zickler 64' · Fink 76' | Chi tiết |           |

| Sturm Graz                                  | 4–0      | Újpest |
| ------------------------------------------- | -------- | ------ |
| Vastić 6', 70' · Neukirchner 81' · Haas 88' | Chi tiết |        |

| Manchester United    | 2–0      | ŁKS Łódź |
| -------------------- | -------- | -------- |
| Giggs 16' · Cole 80' | Chi tiết |          |

| Celtic      | 1–0      | Croatia Zagreb |
| ----------- | -------- | -------------- |
| Jackson 51' | Chi tiết |                |

| Inter Milan                                          | 4–0      | Skonto |
| ---------------------------------------------------- | -------- | ------ |
| Zamorano 4' · Simeone 10' · Ventola 20' · Baggio 59' | Chi tiết |        |

| Benfica                                                                                            | 6–0      | Beitar Jerusalem |
| -------------------------------------------------------------------------------------------------- | -------- | ---------------- |
| Pembridge 25', 82' · Deane 29' · Calado 64' (ph.đ.) · Schelach 79' (l.n.) · Nuno Gomes 85' (ph.đ.) | Chi tiết |                  |

### Lượt về
| Spartak Moskva                                                 | 6–2      | Litex Lovech             |
| -------------------------------------------------------------- | -------- | ------------------------ |
| Tikhonov 6', 31' · Titov 35' · Tsymbalar 49' · Robson 54', 90' | Chi tiết | Belyakov 27' · Bushi 70' |

Spartak Moskva thắng 11–2 chung cuộc.
| Beitar Jerusalem                                            | 4–2      | Benfica                                   |
| ----------------------------------------------------------- | -------- | ----------------------------------------- |
| Hamar 24' · Sallói 26' (ph.đ.) · Shitrit 51' · Abukasis 79' | Chi tiết | Nuno Gomes 17' (ph.đ.) · João Pinto 90+2' |

Benfica thắng 8–4 chung cuộc.
| Grasshopper                        | 2–3      | Galatasaray                       |
| ---------------------------------- | -------- | --------------------------------- |
| Türkyilmaz 50' · Vogel 70' (ph.đ.) | Chi tiết | Şükür 17', 46' · Hagi 64' (ph.đ.) |

Galatasaray thắng 5–3 chung cuộc.
| PSV Eindhoven                                                     | 4–1 (s.h.p.) | Maribor      |
| ----------------------------------------------------------------- | ------------ | ------------ |
| Van Nistelrooy 8' · Bruggink 69' · Rommedahl 100' · De Bilde 102' | Chi tiết     | Filipović 5' |

PSV Eindhoven thắng 5–3 chung cuộc.
| Skonto       | 1–3      | Inter Milan                               |
| ------------ | -------- | ----------------------------------------- |
| Miholaps 21' | Chi tiết | Zamorano 6' · Galante 53' · Djorkaeff 69' |

Inter Milan thắng 7–1 chung cuộc.
| Anorthosis                      | 2–4      | Olympiakos                                    |
| ------------------------------- | -------- | --------------------------------------------- |
| Mihajlović 39' · Krčmarević 80' | Chi tiết | Georgatos 48' · Đorđević 60', 87' · Gogić 90' |

Olympiakos thắng 6–3 chung cuộc.
| Metz                | 1–1      | HJK        |
| ------------------- | -------- | ---------- |
| Meyrieu 78' (ph.đ.) | Chi tiết | Vasara 68' |

HJK thắng 2–1 chung cuộc.
| Panathinaikos                                                                           | 6–3      | Steaua Bucureşti                  |
| --------------------------------------------------------------------------------------- | -------- | --------------------------------- |
| Milojević 8' (ph.đ.) · Lincar 28' · Liberopoulos 34' · Warzycha 58', 66' · Asanović 87' | Chi tiết | Răchită 12', 16' · Belodedici 60' |

Panathinaikos thắng 8–5 chung cuộc.
| Brøndby | 0–1      | Košice        |
| ------- | -------- | ------------- |
|         | Chi tiết | Lapsansky 39' |

Brøndby thắng 2–1 chung cuộc.
| Club Brugge                                      | 4–2      | Rosenborg          |
| ------------------------------------------------ | -------- | ------------------ |
| Fadiga 22' · Claessens 47', 83' · Schockaert 78' | Chi tiết | Rushfeldt 44', 72' |

Rosenborg hòa 4–4 Club Brugge chung cuộc. Rosenborg đi tiếp vì ghi nhiều bàn thắng trên sân khách.
| Sparta Praha                        | 0–1 (s.h.p.) | Dynamo Kiev                                           |
| ----------------------------------- | ------------ | ----------------------------------------------------- |
|                                     | Chi tiết     | Gabriel 88' (l.n.)                                    |
| Loạt sút luân lưu                   |              |                                                       |
| Čížek · Votava · Stracený · Baranek | 1–3          | Rebrov · Kaladze · Shevchenko · Konovalov · Dmytrulin |

Dynamo Kiev hòa 1–1 Sparta Praha chung cuộc. Dynamo Kiev thắng 3–1 trong loạt sút luân lưu 11m.
| Croatia Zagreb                          | 3–0      | Celtic |
| --------------------------------------- | -------- | ------ |
| Marić 22' · Prosinečki 45' (ph.đ.), 68' | Chi tiết |        |

Croatia Zagreb thắng 3–1 chung cuộc.
| Athletic Bilbao | 1–0      | Dinamo Tbilisi |
| --------------- | -------- | -------------- |
| Etxeberria 52'  | Chi tiết |                |

Dinamo Tbilisi hòa 2–2 Athletic Bilbao chung cuộc. Athletic Bilbao đi tiếp vì ghi nhiều bàn thắng trên sân khách.
| FK Obilić | 1–1      | Bayern München |
| --------- | -------- | -------------- |
| Šarac 67' | Chi tiết | Matthäus 88'   |

Bayern München thắng 5–1 chung cuộc.
| Újpest                 | 2–3      | Sturm Graz                  |
| ---------------------- | -------- | --------------------------- |
| Kovács 36' · Jenei 72' | Chi tiết | Haas 8' · Reinmayr 49', 55' |

Sturm Graz thắng 7–2 chung cuộc.
| ŁKS Łódź | 0–0      | Manchester United |
| -------- | -------- | ----------------- |
|          | Chi tiết |                   |

Manchester United thắng 2–0 chung cuộc.